# 1047 Geisha
1047 Geisha è un asteroide della fascia principale. Scoperto nel 1924, presenta un'orbita caratterizzata da un semiasse maggiore pari a 2,2415509 UA e da un'eccentricità di 0,1926145, inclinata di 5,66446° rispetto all'eclittica.
Il suo nome fa riferimento alle geisha, le artiste e le intrattenitrici della tradizione giapponese. The Geisha è anche un'opera del compositore inglese Sidney Jones.